# Великі перегони
 «Великі перегони» — телевізійне реаліті-шоу, що виходить на каналі «1+1».
Шоу є українською адаптацією формату «The Amazing Race», прем'єра якого відбулася в США у 2001 році. Наразі знято 36 сезонів американської версії програми. За час існування шоу «The Amazing Race» отримало 13 нагород телевізійної премії «Emmy Award».
Виробництвом української версії реаліті-шоу на замовлення каналу 1+1 займався «Sisters Production».
Ведучим «Великих перегонів» став український репер Фоззі із групи ТНМК.
Прем'єра шоу відбулася 13 квітня 2013 року. Рейтинг прем'єрного показу склав 19 %.
У червні 2013 року канал «1+1» розпочав кастинг другого сезону реаліті-квесту «Великих перегонів».

## Зйомки шоу

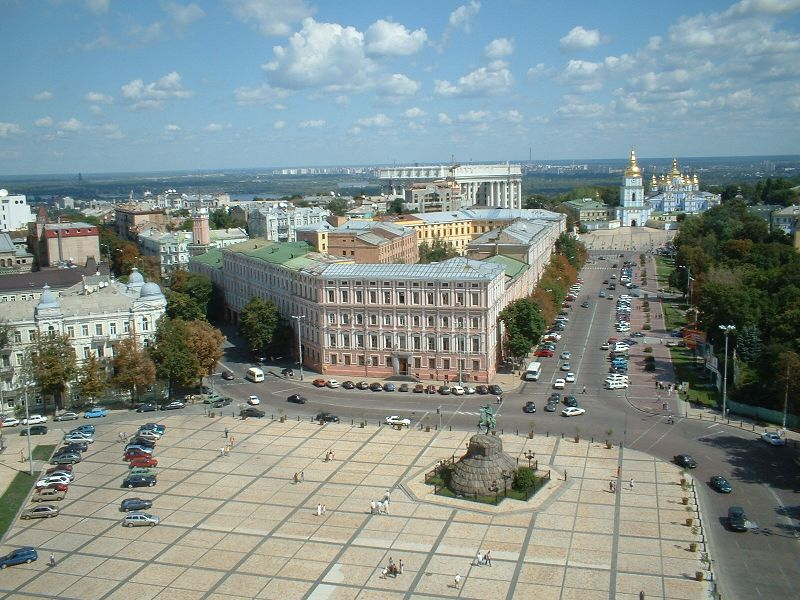
На Софійській площі відбувся старт «Великих перегонів»

23 липня 2012 року український телевізійний канал «1+1» повідомив, що придбав права на адаптацію відомого американського шоу «The Amazing Race». 23 листопада 2012 року з'явилась інформація, що ведучим шоу стане український співак Олександр «Фоззі» Сидоренко з гурту ТНМК.
Зйомки розпочалися 25 листопада 2012 року у центрі Києва, на Софійській площі, і тривали більше чотирьох тижнів. За цей час знімальна група разом з учасниками відвідала 7 країн.

## Правила перегонів
На десять пар учасників «Великих перегонів» (друзі, колеги, подружжя, закохані, батьки з дітьми) чекають випробування на швидкість, витривалість та кмітливість.
На початку кожного етапу гравці отримають конверт, в якому знаходиться інформація про завдання або місце, куди вони мають дістатися. Тільки після того, як команда виконає це завдання чи дістанеться місця призначення, вона зможе отримати наступний конверт.
Конверти знаходяться у спеціальних скринях чи у суддів, які спостерігають за правильністю виконання завдання. Якщо гравці відмовляються виконувати завдання, вони отримають штраф.
Командам заборонено користуватися мобільними телефонами, інтернетом, GPS-навігаторами та іншими технічними засобами. Під час перегонів вони можуть розраховуватися тільки тими грошима, які вони отримали на початку етапу.
Команда, яка фінішує останньою, залишає перегони. Пара, яка дійде до фіналу та переможе у «Великих перегонах», отримає приз — 500 тисяч гривень.

### Особливі етапи
У «Великих перегонах» є особливі етапи, в яких жодна з команд не залишає шоу. Проте пара, яка останньою дістається фінішу, отримає штраф (штрафний час). Свій штраф гравці мають відбувати на фініші наступного етапу.

### «Віртуальні піт-стопи»
Під час перегонів трапляються так звані «віртуальні піт-стопи». В цьому разі жодна з команд не залишає шоу, а гравці отримають конверт із наступним завдання на фініші з рук ведучого.

### Типи завдань
Маршрутний лист  — інформація про завдання або місце, де знаходиться наступна підказка.
Завдання для одного   — завдання, яке має виконати один із гравців. Другий учасник команди може тільки спостерігати. Він не має права давати поради чи допомагати першому гравцеві.
Завдання на вибір   — команда має обрати одне з двох завдань (наприклад, «біле» або «чорне»). Якщо парі не вдається виконати завдання, вона може змінити його на інше.

### Система штрафів
У реаліті-шоу «Великі перегони» передбачена наступна система штрафів. Якщо команда відмовляється від виконання завдання — штраф 4 години. Якщо команда не змогла виконати завдання за встановлений час або кількість спроб — штраф 4 години. Якщо команда дістається фінішу останньою під час особливого етапу, коли жодна з команд не залишає шоу, — штраф 30 хвилин (команда відбуває цей штраф на фініші наступного етапу). Передбачені й додаткові штрафи (залежать від того, які з правил перегонів порушили гравці).

## Команди
Про кастинг шоу було оголошено на сайті «1+1» 23 липня 2012 року. Загалом було обрано 10 команд, які складаються з двох гравців.
| Команда                | Взаємини           | Місце (на даному етапі) | Місце (на даному етапі) | Місце (на даному етапі) | Місце (на даному етапі) | Місце (на даному етапі) | Місце (на даному етапі) | Місце (на даному етапі) | Місце (на даному етапі) | Місце (на даному етапі) | Місце (на даному етапі) | Місце (на даному етапі) | Місце (на даному етапі) |
| Команда                | Взаємини           | 1                       | 2                       | 3                       | 4                       | 5 5                     | 6                       | 7                       | 8                       | 9                       | 10                      | 11                      | 12                      |
| ---------------------- | ------------------ | ----------------------- | ----------------------- | ----------------------- | ----------------------- | ----------------------- | ----------------------- | ----------------------- | ----------------------- | ----------------------- | ----------------------- | ----------------------- | ----------------------- |
| Богдана та Валерія     | Королеви краси     | 2-гі 1                  | 4-ті 2                  | 1-ші                    | 3-ті                    | 5-ті 6                  | 3-ті                    | 2-гі                    | 1-ші 8                  | 1-ші                    | 1-ші                    | 1-ші                    | 1-ші                    |
| Олексій та Олена       | У цивільному шлюбі | 9-ті                    | 7-мі                    | 7-мі                    | 2-гі                    | 7-мі 6                  | 2-гі                    | 3-ті                    | 4-ті                    | 2-гі                    | 3-ті                    | 3-ті10                  | 2-гі                    |
| Костянтин та Яків      | Батько та син      | 8-мі 1                  | 5-ті                    | 4-ті                    | 1-ші                    | 2-гі                    | 1-ші                    | 4-ті                    | 2-гі                    | 3-ті                    | 2-гі                    | 2-гі                    | 3-ті                    |
| Олександр та Володимир | Колеги-лікарі      | 7-мі                    | 9-ті 3                  | 6-ті 4                  | 6-ті                    | 1-ші                    | 5-ті                    | 5-ті                    | 5-ті                    | 4-ті 9                  | 4-ті                    |                         |                         |
| Ігор та Василь         | Друзі-спортсмени   | 1-ші                    | 2-гі                    | 2-гі                    | 4-ті                    | 6-ті 6                  | 4-ті                    | 1-ші                    | 3-ті                    | 5-ті                    |                         |                         |                         |
| Наталя та Тетяна       | Подруги            | 6-ті                    | 6-ті                    | 5-ті                    | 5-ті                    | 4-ті                    | 6-ті                    | 6-ті 7                  |                         |                         |                         |                         |                         |
| Андрій та Ірина        | Закохані           | 5-ті                    | 1-ші                    | 3-ті                    | 7-мі                    | 3-ті                    | 7-мі                    |                         |                         |                         |                         |                         |                         |
| Анна та Роман          | Подружжя акторів   | 4-ті                    | 3-ті                    | 8-мі                    | 8-мі                    |                         |                         |                         |                         |                         |                         |                         |                         |
| Алла та Олександра     | Мати та дочка      | 3-ті                    | 8-мі                    | 9-ті                    |                         |                         |                         |                         |                         |                         |                         |                         |                         |
| Володимир та Ірина     | Батько та дочка    | 10-ті1                  |                         |                         |                         |                         |                         |                         |                         |                         |                         |                         |                         |

- Червоним кольором позначено команди, які залишили шоу «Великі перегони»
- Синім кольором позначено команди, які фінішували останніми в особливому етапі, коли жодна з пар не залишає шоу. Такі команди отримають штраф у 30 хвилин або додаткове завдання. Цей штраф гравці мають відбувати на фініші наступного етапу.
- Темно-синім кольором  позначено команди, які фінішували останніми під час етапів, що скінчилися «віртуальним піт-стопом». Ці команди залишилися у грі.

1. a b c  Костянтин та Яків, Володимир та Ірина, Олексій та Олена прибули 8-ми, 9-ми та 10-ми відповідно. Тим не менш, вони отримали різні штрафи (Костянтин та Яків, Олексій та Олена — 60 хвилин, а Володимир та Ірина — 4 години). Костянтин та Яків залишилися на 8-му місці, Олексій та Олена стали 9-ми, а Володимир та Ірина посіли 10-те місце.
2. ↑  Олексій та Олена дісталися фінішу 3-ми, проте отримали 4 години штрафу, адже Олексій не впорався із завданням для одного. Після того, як час штрафу було вичерпано, пара опинилася на 7-му місці.
3. ↑  Володимир та Олександр дісталися фінішу 8-ми, та вони не заплатили їхньому водію таксі, тож ведучий відправив пару вирішувати фінансові питання. Поки лікарі домовлялися з водієм, їх обійшли Алла та Олександра. Таким чином Володимир та Олександр опинились на 9-му місці.
4. ↑  Олександр та Володимир дісталися фінішу 4-ми, проте лікарі мали відбути півгодинний штраф, який вони отримали минулого етапу (фінішували останніми). Після того, як час штрафу було вичерпано, пара опинилася на 6-му місці.
5. ↑  П'ятий епізод скінчився «віртуальним піт-стопом». Жодна з команда не залишила «Великі перегони». Конверт із наступним завдання гравці отримали з рук ведучого.
6. a b c  Богдана та Валерія, Василь та Ігор, а також Олексій з Оленою фінішували першими у вказаній послідовності, та кожна з пар отримала годинний штраф, адже не повністю виконала умови останнього завдання (дісталася фінальної локації не на рейсовому джипні). Поки три команди відбували годинний штраф, інші пари фінішували. Зрештою, оштрафовані команди посіли три останніх місця (Богдана та Валерія — 5-те місце, Василь та Ігор — 6-те місце, Олексій та Олена — 7-ме місце).

7. ↑ Тетята та Наталя мали отримати чотири години штрафу за те, що Тетяна не змогла стрибнути з мосту Блукренс, проте команда фінішувала останньою, тож штраф нічого не вирішував.
8. ↑  Валерія та Богдана фінішували першими, проте отримали годинний штраф за те, що взяли до команди третього гравця (місцевого жителя). Поки команда відбувала штраф жоден з гравців не фінішував, тож Валерія та Богдана завершили етап першими.
9. ↑  Олександр та Володимир прийшли першими, проте лікарі мали відбути півгодинний штраф, який вони отримали минулого етапу (фінішували останніми). Після того, як час штрафу було вичерпано, пара опинилася на 4-му місці.
10. ↑  Олексій та Олена дісталися фінішу 2-ми, проте отримали годинний штраф за те, що взяли до команди третього гравця (місцевого жителя). Коли пара відбувала штраф, Костянтин та Яків фінішували. Після того, як час штрафу було вичерпано, пара опинилася на 3-му місці. За цей час Олексій зробив пропозицію Олені одружитися.

### Переможці
Переможцями першого сезону «Великих перегонів» стала команда королев краси зі Львова (Валерія та Богдана). Протягом перегонів подруги шість раз фінішували першими. Команда отримала головний приз шоу — 500 тисяч гривень.

## Етапи перегонів

### Етап 1 (Україна →Об'єднані Арабські Емірати)
Дата ефіру: 13 квітня 2013

Карта маршруту

У Дубаю команди відвідали найвищу будівлю в світі, Бурдж Халіфа

- Київ, Україна (Софіївська площа, старт).
- Доїхати до аэропорта Бориспіль.
- Переліт із Києва (Україна) до Дубаю (Об'єднані Арабські Емірати).
- Дубай (Бурдж Халіфа. Піднятися на оглядовий майданчик).
- Дубай (Старий ринок Абра. Дістатися ринку Абра).
- Дубай (Золотий ринок, торгова Компанія Юсуф Абдул Рахман Аль Авазі. Сфотографуватися разом із місцевим жителем у кандурі та показати фотографію Юсуфу. Надіслати до Києва листівку).
- Дубай (Ринок спецій. Завдання на вибір: «золото» або «скло». «Золото»: викласти за ціною золоті прикраси. «Скло»: правильно зібрати з деталей кальяни).
- Дубай (Пальма Джумейра, аквапарк «Атлантіс». Здійснити «стрибок віри» — спуститися з водної гірки з нахилом майже 90°).
- Дубай (Пустеля Аль-Фака. Завдання для одного: проїхати на багі складною піщаною трасою).
- Дубай (Мадинат Джумейра). Фініш.

### Етап 2 (Об'єднані Арабські Емірати →Шрі-Ланка)
Дата ефіру: 20 квітня 2013
- Переліт із Дубаю (Об'єднані Арабські Емірати) до Коломбо (Шрі-Ланка).
- Коломбо (Буддистський храм Гангарама). Знайти голку у купі сіна та пришити емблему храму до святкового буддистського вбрання).
- Коломбо (Поштове відділення. Сфотографуватися з блакитним тук-туком, показати фотографію поштареві. Надіслати до Києва листівку).
- Коломбо (Ринок Коллупітія/Місцева пральня. Завдання на вибір: «гостро» або «брудно». «Гостро»: набрати у два мішка 50 кг перцю чилі, перетерти частину цього перцю, аби отримати 300 г традиційної шрі-ланкійської пасти. «Брудно»: випрати у місцевій пральні 50 брудних одежин).
- Коломбо (Маєток Донегал. Дістати конверт із завданням з-під кобр).
- Коломбо (Шрі-ланкійський карнавал масок. Завдання для одного: запам'ятати маску, яка випала на «колесі фортуни», та знайти людину в такій самій масці серед натовпу на карнавалі).
- Коломбо (Медитаційний центр Сіма Малака). Фініш.

### Етап 3 (Шрі-Ланка)
Дата ефіру: 27 квітня 2013

На Шрі-Ланці один з гравців мав пройти по розпеченому вугіллю

- Коломбо (Центральна залізнична станція (Fort Railway Station). Дістатися магазину з курками, дочекатися шостої години ранку та забрати двох курочок)
- Коломбо (Центральна залізниця (Fort Railway Station). Разом із курками вирушити потягом до міста Калутара (Kalutara South Railway Station)
- Калутара (Головна вулиця (Main Street). Завдання для одного: продати місцевим жителям 20 кокосів та заробити 500 рупій)
- Калутара (Озеро Вевіта. Завдання на вибір: «вода» або «коржики». «Вода»: відмити від обрядової фарби слона. «Коржики»: наліпити 150 коржиків (традиційне ланкійське пальне) з тирси та коров'ячого гною))
- Калутара (Поштове відділення. Сфотографуватися з місцевим жителем у футболці «Великі перегони»; у руках гравці мали тримати двох курочок. Показати фотографію поштареві. Надіслати до Києва листівку).
- Калутара (Храм Ґанґула Девалая. Завдання для одного: один з гравців має пройти по розпеченому вугіллю або пролежати три хвилини на ліжку з металевих цвяхів. Після виконання завдання першим гравцем, інший учасник команди має виконати друге завдання)
- Дехівала-Маунт-Лавінія (Готель Маунт-Лавінія). Фініш.

### Етап 4 (Шрі-Ланка →Сінгапур)
Дата ефіру: 4 травня 2013

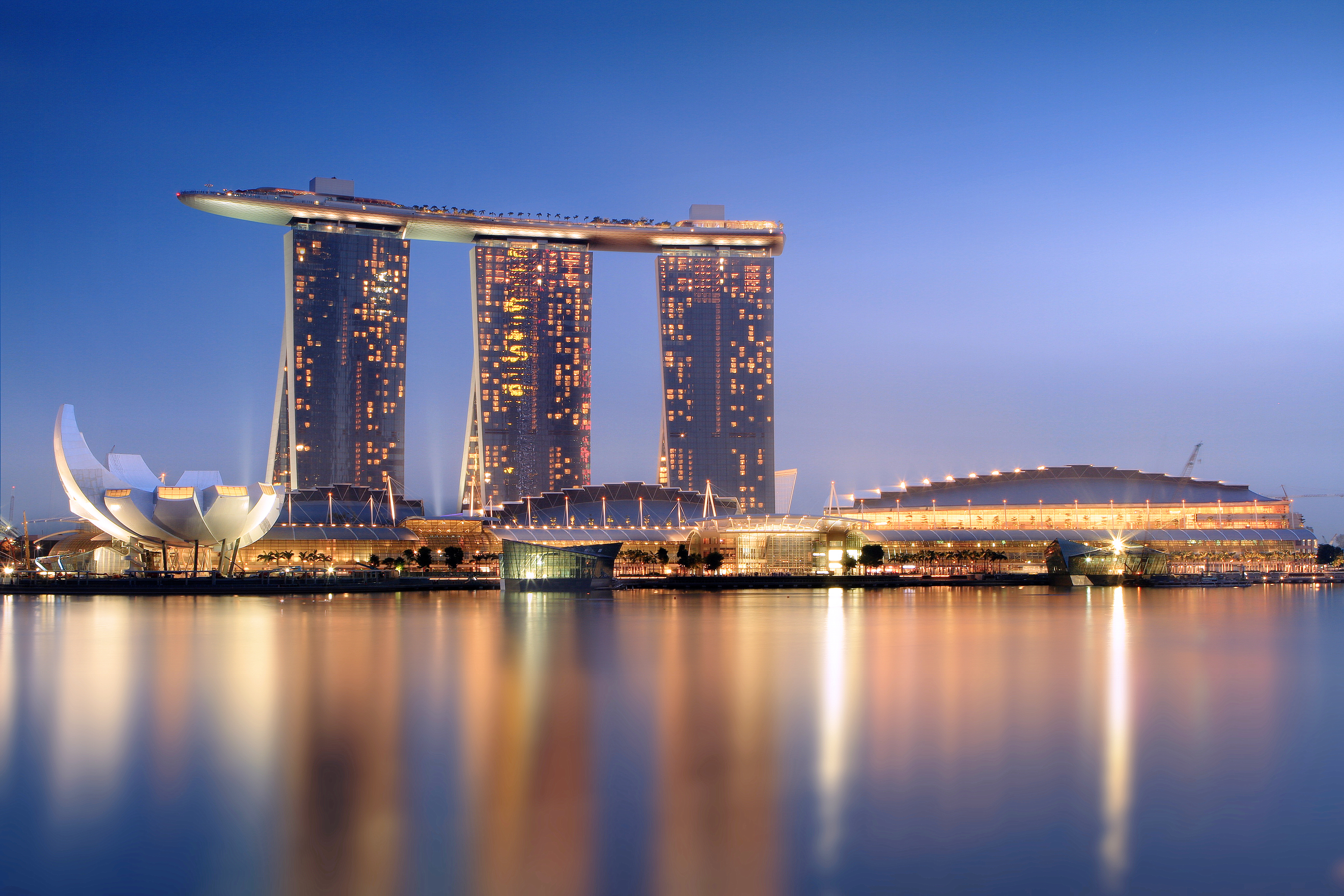
У Сінгапурі команди мали сфотографуватися на тлі готелю Marina Bay Sands

- Переліт із Коломбо (Шрі-Ланка) до Сінгапуру.
- Сінгапур (Торговельний центр Багіс Джанкшн. Знайти конверт із завдання у фонтані).
- Сінгапур (Набережна Кларк Квей/Swissôtel Hotels & Resorts. Завдання на вибір: «похід» або «політ». «Похід»: піднятися пішки на 73-й поверх готелю Swissôtel Hotels & Resorts[en]. «Політ»: випробувати на собі атракціон G-MAX Reverse Bungy [Архівовано 30 травня 2013 у Wayback Machine.], під час польоту віднайти жовто-червону парасольку).
- Сінгапур (Скеледром. Завдання для одного: піднятися вертикальною стіною та дістати конверт із завданням).
- Сінгапур (Сфотографуватися на тлі готелю Marina Bay Sands).
- Сінгапур (Острів Сентоса). Переправитися за допомогою канатного спуска MegaZip (450 метрів) над затокою).
- Сінгапур (Район Raffles Place. Надіслати листівку до Києва. Знайти підказку, яка вкаже, де знаходиться фініш. Підказки у вигляді флаєрів роздавали на площі).
- Сінгапур (Китайський сад (Chinese Garden[en]). Фініш.

### Етап 5 (Сінгапур →Філіппіни)
Дата ефіру: 11 травня 2013

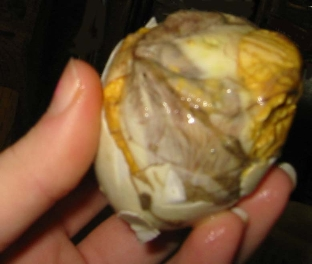
На Філіппінах гравці мали з'їсти шість балутів — качиних яєць із зародками пташеняти усереднені

- Переліт із Сінгапуру до Пуерто-Принсеса (Філіппіни)
- Пуерто-Принцеса (Вулиця Малвар (Malvar Road). Завдання: знайти Долорес. Долорес — це «ім'я» трицикла (триколісного місцевого транспорту), що їздить вздовж вулиці).
- Пуерто-Принцеса (Громадський ринок Пуерто-Принцеса). Завдання для одного: з'їсти шість балутів — качиних яєць із зародками пташеняти усереднені).
- Пуерто-Принцеса (Набережна Бейволк (Baywalk)). Сфотографуватися разом з 20 філіппінцями (четверо з них мають бути у капелюхах, один з мітлою, один з квіткою, один з м'якою іграшкою).
- Пуерто-Принцеса (Бухта Хонда (Honda Bay). Завдання на вибір: «пляшки» або «рибки». «Пляшки»: на пляжі серед тисячі пляшок знайти одну потрібну, в якій знаходиться аркуш з наступним завданням. «Рибки»: перерахувати рибу у кошику, та назвати точну кількість рибин).
- Пуерто-Принцеса (Термінал Сан Джос (San Jose Jeepney Terminal). Дістатися на джипні пляжу Сабанг).
- Пуерто-Принцеса (Пляж Сабанг). Фініш.

### Етап 6 (Філіппіни)
Дата ефіру: 18 травня 2013
- Острів Палаван (пляж Сабанг). Завдання: поставити намет, отримати смолоскип. Зранку віддати смолоскип капітану човна.
- Острів Палаван (Річка Пуерто-Принсеса). Завдання: знайти послання лейтенанта Варвіка, сфотографувати його та показати фото рейнджеру.
- Острів Палаван (пляж Сабанг) (канатний спуск (Sabang X Zipline [Архівовано 30 липня 2013 у Wayback Machine.]). Завдання для одного: запам'ятати 12 кольорів на човнах та відтворити їх правильну послідовність на спеціальній дошці.
- Острів Палаван (пляж Сабанг). Завдання для одного: знайти серед тисячі кокосів один кокос із кольоровим молоком.
- Острів Палаван. Завдання: дістатися на трициклі Слонової Печери.
- Острів Палаван (Слонова Печера). Фініш.

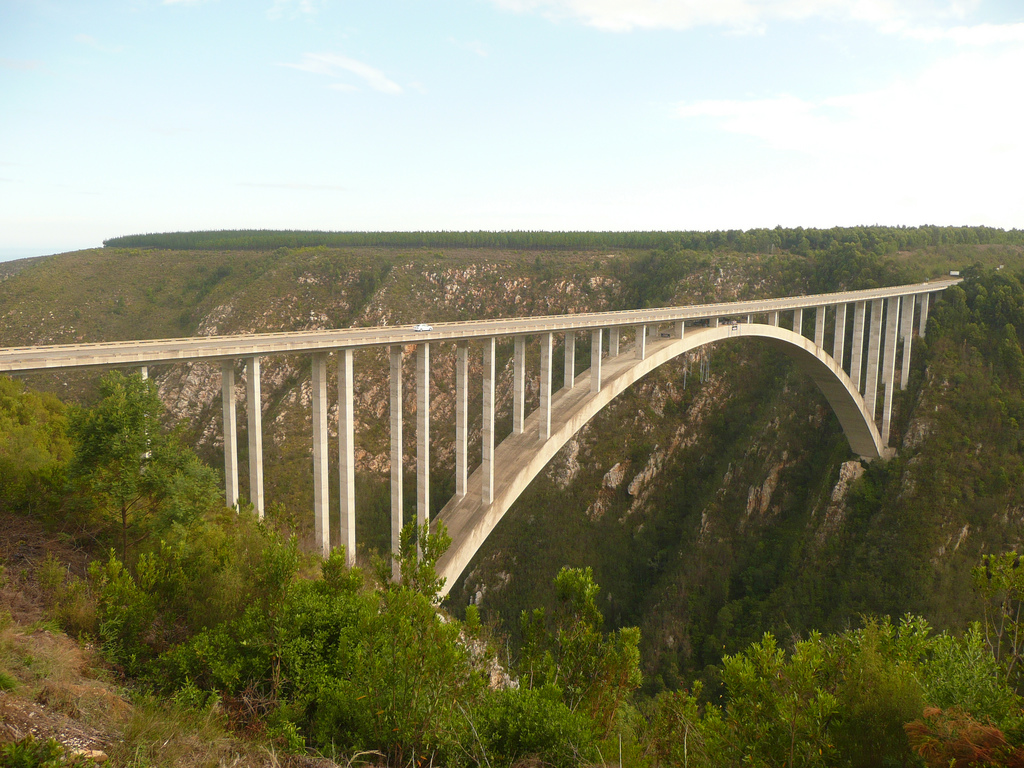
Один з учасників мав стрибнути з моста Блукренс висотою 216 метрів у прірву.

### Етап 7 (Філіппіни →Південно-Африканська Республика)
Дата ефіру: 25 травня 2013
- Переліт із Філіппін до Порт-Елізабет (Південно-Африканської Республіки).
- Порт-Елизабет. Завдання: дістатися автівкою Сів'ю Лайен Парку (Seaview Lion Park).
- Порт-Елизабет (Сів'ю Лайен Парк). Завдання: нагодувати голодних тигренят.
- Порт-Елизабет (Сів'ю Лайен Парк). Завдання на вибір: «палиця» або «яйце». «Палиця»: збити за допомогою традиційної зброї кнобкері три горщика на відстані 20 метрів. «Яйце»: наповнити водою за допомогою соломинки 12 страусових яєць та зарити їх у землю.
- Порт-Елизабет. Завдання: дістатися мосту Блукренс (Bloukrans Bridge).
- Порт-Елизабет (міст Блукренс). Завдання для одного: банджі-джампінг. Стрибнути з моста висотою 216 метрів у прірву.
- Порт-Елизабет (Козуаньське селище). З'їсти смажену на вогні голову вівці.
- Порт-Елизабет (Стормс Рівер Маут Рест Кемп (Storms River Mouth Rest Camp). Завдання: сфотографуватися з рейнджером, що має значок у вигляді прапора ПАР, показати фото поштареві. Відправити листівку до Києва.
- Порт-Елизабет (Стормс Рівер Маут Рест Кемп). Фініш.

### Етап 8 (Південно-Африканська Республика)
Дата ефіру: 1 червня 2013
- Переліт із Порту-Елизабет до Кейптауна.
- Кейптаун (Столова Гора). Завдання: сфотографуватися у напрямку Мису Доброї Надії, показати фото поштареві. Відправити листівку до Києва.
- Кейптаун (аеродром Скай-Даун) Завдання для одного: стрибнути з парашутом з висоти 3000 метрів.
- Кейптаун (заповідник Сан-Куп) Завдання: зробити поживну їжу для пінгвінят.
- Кейптаун (заповідник Сан-Куп) Завдання: вирушити до району Ланга, знайти перукарню Омега.
- Кейптаун (район Ланга). Завдання: поголити та помити голову двом жителям з червоно-жовтими стрічками.
- Кейптаун (ринок Сент-Джорджес). Завдання: знайти танцівників у гумових чоботях.
- Кейптаун (Диаманти Шиманського, кольоровий район Кейптауна). Завдання на вибір: «блиск» або «смак». «Блиск»: знайти у магазині дорогоцінний камінець з позначкою, на якому вигравіювано «1867». «Смак»: приготувати традиційну африканську самсу.
- Кейптаун (Меморіал Родес[en]). Фініш.

### Етап 9 (Південно-Африканська Республика →Нідерланди)
Дата ефіру: 8 червня 2013
- Переліт із Кейптауна до Амстердаму (Нідерланди)
- Амстердам (аеропорт Схіпгол). Завдання: вирушити потягом до Центрального Залізничного Вокзалу.
- Амстердам (Центральний Залізничний Вокзал). Завдання: знайти на велостоянці велосипед з конвертом, в якому знаходиться наступне завдання.
- Амстердам. Завдання: прямувати до Худого Мосту (Magere Brug).
- Амстердам (площа Вестермаркт). Завдання на вибір: «сир» або «шарманка». «Сир»: перенести 400 кілограмів сиру на спеціальних ношах, щоб зрівняти чаші терезів. «Шарманка»: заробити 30 євро, граючи на шарманці.
- Амстердам. Завдання: сфотографуватися на тлі млина Броуверій АйДжи (Brouwerij ‘t IJ [Архівовано 1 квітня 2015 у Wayback Machine.]) з двома перехожими так, щоб у кадрі був увесь млин. Дістатися селища Маркен та показати фото поштареві. Відправити листівку до Києва.
- Амстердам (селище Маркен). Завдання для одного: з'їсти із зав'язаними очима 5 оселедців.
- Амстердам (селище Маркен). Завдання: взяти на велостоянці велосипеди тандем та вирушити до Маяка Паард Ван Маркен[en].
- Амстердам (Паард Ван Маркен). Фініш.

### Етап 10 (Нідерланди →Польща)
Дата ефіру: 15 червня 2013
- Переліт із Амстердама (Нідерланди) до Варшави (Польща).
- Варшава. Завдання: вирушити потягом до Кракова.
- Краків. Завдання: сфотографуватися на тлі синагоги Рему. Показати фото продавчині листівок. Відправити листівку до Києва.
- Краків (Барбакан). Завдання для одного: зібрати велетенський пазл.
- Краків. Завдання: знайти лайконика та правильно вимовити скоромовку.
- Краків. Завдання на вибір: «проїхатися» або «пройтися». «Проїхатися»: проїхатись на Fiat 126 головною площею Кракова з одним місцевим жителем. Один з учасників має сидіти з пасажиром усередині автомобіля, другий штовхати автівку. «Пройтися»: порахувати сходи на Ратушовій вежі та вежі базиліки Успіння Пресвятої Богородиці. Назвати точну кількість сходинок.
- Краків. Завдання: знайти наступне завдання під вікном Іоанна Павла II.
- Краків. Завдання: відтворити відому польську легенду про Вавельського дракона.
- Краків (Готель Sheraton Krakov). Фініш.

### Етап 11 (Польща)
Дата ефіру: 22 червня 2013
- Краків. Завдання: знайти наступну підказку на найстарішій вулиці Кракова, Канонічній.
- Краків (курган Костюшки). Завдання: вирушити на авто до кургану Костюшки. Щоб отримати наступну підказку, треба сказати косинеру пароль: «За наша і ваша вольнощ».
- Містечко Величка та Тинець. Завдання на вибір: «король» або «монах». «Король»: проштовхати півтонний візок із сіллю близько одного кілометра від входу соляної копальні до печери Соляного короля. Знайти у візку ключ та відкрити скриню, що її сховано у постаменті статуї Соляного короля. «Монах»: доставити крутим схилом дві корзини з харчами до бенедиктинського монастиря.
- Містечко Мишленіце. Завдання: сфотографуватися зі статуєю Святого Флоріана у містечку Мишленіце та показати фото продавцеві газет. Відправити листівку до Києва.
- Містечко Стильхен (лицарський табір). Завдання для одного: поцілити із лука у яблуко або ж п'ять разів поцілити у мішень.
- Містечко Нідзиця (Замок Нідзиця). Фініш.

### Етап 12 (Польща →Україна)
Дата ефіру: 29 червня 2013
- Переїзд із містечка Нідзиця (Польща) до Львова (Україна).
- Львів (площа Ринок). Завдання: знайти конверт в одному з фонтанів на площі Ринок.
- Львів (Залізничний вокзал). Завдання: вирушити потягом до Києва.
- Київ. (Києво-Могилянська академія). Знайти за шифром стародрук у книгосховищі Києво-Могилянської академії. За допомогою трафарету віднайти слово-пароль («санчата»).
- Київ (Протасів Яр). Завдання для одного: спуститися крутим схилом на санчатах, запам'ятати послідовність прапорців з прапорами країн та відтворити цю послідовність на фініші.
- Київ (Майстерня шоколаду). Продати перехожим десять склянок гарячого шоколаду, заробивши не менше 200 гривень.
- Київ (Мамаєва Слобода). Завдання на вибір: «глечик» або «гарбуз». «Глечик»: розбити шість глечиків за допомогою батога. «Гарбуз»: розбити шаблею шість гарбузів.
- Київ (Головпоштамт). Завдання: забрати з абонентської скриньки листівки, що їх надсилали команди з усіх країн та вирушати на фініш.
- Київ (Софійська площа). Фініш.